# 2141 Сімферополь
2141 Сімферополь (2141 Simferopol) — астероїд головного поясу, відкритий 30 серпня 1970 року.
Тіссеранів параметр щодо Юпітера — 3,304.